# 华龙国际
华龙国际核电技术有限公司（简称：华龙国际），成立于2016年3月17日，中国核工业集团公司和中国广核集团有限公司共同出资建立。公司注册资本为5亿元人民币，中核集团和中国广核集团各占50%的股比。公司董事长由中国广核集团推荐的邹勇平担任，总经理由中核集团推荐的徐鹏飞担任，同时担任法定代表人兼党委书记。此公司的成立的目的是帮助华龙一号融合发展，成为此技术的统一平台。
公司将承担华龙一号技术融合、优化和再创新的任务，统一管理并实施华龙技术、品牌、知识产权等相关资产在国内外的经营等，致力于推动此技术成为中国核电出口的主力品牌。华龙一号由中国核工业集团及中国广核集团联合研发，是他们分别研制的ACP1000与ACPR1000+两种三代核电技术融合的结果。

## 项目

### 已开工
- 福清核电站5、6号机组
- 防城港核电站3、4号机组
- 卡拉奇核电站2、3号机组

### 计划中
阿根廷项目签署框架合同，英国项目签署投资协议。